# روبن زاریان
روبن واروسی زاریان (ارمنی: Ռուբեն Վարոսի Զարյան انگلیسی: Ruben Zaryan; زاده ۱ سپتامبر ۱۹۰۹ – درگذشته ۲ فوریهٔ ۱۹۶۹) متخصص تئاتر، تاریخ‌نگار هنر و استاد دانشگاه اهل ارمنستان بود. وی در سال ۱۹۳۶ از دانشگاه دولتی ایروان فارغ‌التحصیل شد. از سال ۱۹۵۸ وی مدیر انستیتو هنر ارمنستان شوروی بود.

## کتابشناسی
- "The struggle for Russian dramaturgy at Armenian theatre"
- "Theatral portraits"
- "Siranuysh"
- "Shekspaire of Adamyan"